# 방어 (군사)

활동 병사 수에 따른 나라 현황

방어(防禦)는 위협이 되는 적의 접근 또는 공격을 거부하는 전투 행동을 말한다.